# 殺陣師列伝〜知られざる殺陣の世界〜
『殺陣師列伝〜知られざる殺陣の世界〜』（たてしれつでん しられざるちゃんばらのせかい）は、時代劇専門チャンネルで2013年3月3日から5月12日まで毎週日曜日21:00 - 21:12に放送された殺陣を題材とした教養番組。全10話。

## 概要
時代劇専門チャンネルのオリジナル番組。時代劇の魅力のひとつ、殺陣。それを生み出す殺陣師と呼ばれる人たち。番組では、日本を代表する5人の殺陣師を紹介し、その仕事を通じて知られざる時代劇の魅力を伝える。
番組導入部分とエンディングは、本編とリンクした内容のミニドラマになっており、六平直政と小西沙絵加が出演。撮影所を舞台に、新人助監督と小道具係を装う男とのコメディタッチなやり取りが描かれる。
本編では、毎回1人の殺陣師を取り上げる。はじめに殺陣シーンの撮影現場にて、与えられた状況設定を元に殺陣師が殺陣をつけていく様子を紹介。続いて殺陣師へのインタビューでは、殺陣の解説や流儀、殺陣師になった経緯などが語られる。最後は完成した殺陣シーンの本番の映像が披露される。
番組終了後は、CMを挟まずに本編に関連する作品が放送される。

## 出演
殺陣師
- 上野隆三
- 宇仁貫三
- 菅原俊夫
- 清家三彦
- 中村健人

現代劇出演
- つかまき：六平直政

- 松山美音子：小西沙絵加

見習い助監督。殺陣が大好き。
- チーフディレクター：谷口知輝（第9回）
- 新人助監督：佐藤亜沙美（第10回）

剣劇出演
- 第1回 - 杉浦勇一、清家一斗
- 第2-7,10回 - 東映剣会、ジャパンアクションエンタープライズ
- 第5,9回 - 鎌田栄治、大石昭弘、仲野殻 / ジャパンアクションエンタープライズ
- 第8回 - 田中千尋（くノ一）、杉浦勇一、清家一斗 / 東映剣会、(株)東映京都スタジオ、森山陽介アクションチーム

## スタッフ
- 出演協力：東映剣会、(株)東映京都スタジオ
- ナレーター：副島新五
- 構成：松下隆一、井上美武
- 演出：和田圭一
- 撮影：浜名彰、安田雅彦
- 照明：武中優
- 録音：日比和久、細井嘉雄、四方裕幸
- 編集：山本浩史、
- 演出助手：宇喜田尚、堀場優
- 制作主任：小西剛司
- プロデュース：古林俊祐
- プロデューサー：黒川潔
- 制作統括：宮川朋之、山下智彦
- 題字：岩畑剛一
- 協力：東映京都撮影所、松竹撮影所
- 制作協力：京都組
- 制作著作：時代劇専門チャンネル

## サブタイトル
| 各回   | 放送日        | サブタイトル         | 殺陣師   | 関連作品（次番組）                          |
| ------ | ------------- | -------------------- | -------- | ------------------------------------------- |
| 第一回 | 2013年3月3日  | 二刀流と若侍         | 清家三彦 | 源氏九郎颯爽記 秘剣揚羽の蝶                 |
| 第二回 | 2013年3月10日 | 剣豪の大刀と小刀     | 上野隆三 | 長七郎江戸日記スペシャル 長七郎の陰謀       |
| 第三回 | 2013年3月17日 | 忠義の十文字槍       | 中村健人 | 血槍富士                                    |
| 第四回 | 2013年3月24日 | 槍一筋、夢幻のごとく | 菅原俊夫 | 長七郎江戸日記スペシャル 血闘・荒木又右衛門 |
| 第五回 | 2013年3月31日 | 長屋暮らしの無刀流   | 宇仁貫三 | 御家人斬九郎3 第一話「男二人」              |
| 第六回 | 2013年4月7日  | 無刀の風来坊         | 上野隆三 | 子連れ狼                                    |
| 第七回 | 2013年4月14日 | 忍びの道             | 中村健人 | 逃亡者おりん 最終章                         |
| 第八回 | 2013年4月21日 | くの一の宿命         | 清家三彦 | 雲霧仁左衛門 第14話「雲霧捕わる」           |
| 第九回 | 2013年4月28日 | 盗賊に明日はない     | 宇仁貫三 | 御用牙                                      |
| 第十回 | 2013年5月12日 | 居合 道の彼方に      | 菅原俊夫 | 鞍馬天狗（主演：松平健）                    |

各回の殺陣シーン
- 第1回 - 若侍と浪人の決闘場面。浪人は二刀流の使い手。若き侍がこれにどう立ち向かうかが見どころ。
- 第2回 - 二刀流の剣豪が大勢の敵を斬って斬って切りまくる場面。相手は都一の道場の一門。二刀流の華麗さ豪快さが見所。
- 第3回 - 密書を運ぶ主人と奉公人が竹林で刺客に襲われる場面。奉公人は十文字槍の使い手。槍にとっては不利な地形でどう立ち向かうかが見所。
- 第4回 - 主人の仇を討とうとする奉公人と仇の侍の決闘場面。奉公人は宝蔵院流槍術の使い手。はたして仇を討つことはできるのか、そこが見所。
- 第5回 - 長屋住まいの貧乏浪人がゴロツキどもに襲われる場面。刀を持たぬ浪人が獲物を振り回すゴロツキどもといかに戦うかが見所。
- 第6回 - 気ままな旅の男が浪人たちに襲われる場面。刀を振り回す浪人たちを相手に、丸腰の風来坊がどう立ち向かうかが見所。
- 第7回 - 裏切り者の忍者が命を狙われる場面。トランポリンやワイヤーなど仕掛けを駆使した立体的な殺陣が見所。
- 第8回 - 女中として武家屋敷に潜入していたくノ一が口封じのため仲間に襲われる場面。侍に化けた忍者2人に、体力差のある女忍者がどう立ち向かうのか、くノ一アクションが見所。
- 第9回 - 商人に扮した盗賊と目明しによる捕物。不利な状況で盗賊は逃げ切ることができるのかが見所。
- 第10回 - 隠居した居合い術の師匠と流派を捨てた元弟子による果し合い。達人による抜刀術が見所。